# Marcello Landi
Marcello Landi (Cecina, 14 agosto 1916 – Roma, 8 novembre 1993) è stato un pittore e poeta italiano.

## Biografia
Il 3 settembre 1948 sottoscrisse, insieme al poeta Guido Favati e ai pittori Voltolino Fontani, Angelo Sirio Pellegrini, Aldo Neri, il Manifesto dell'Eaismo, con cui viene analizzato criticamente il nuovo ruolo assunto dall'uomo nell'era atomica che si è appena aperta.
Partecipò alle esposizioni del gruppo eaista nel 1949 alla Casa Dante di Firenze, nel 1953 alla Casa della Cultura di Livorno e nel 1959 alla galleria Pascucci di Grosseto.
Del gruppo eaista furono Landi e Fontani a portare avanti con maggiore convinzione gli asserti programmatici del movimento.
Gli anni cinquanta furono anche anni di intensa attività letteraria, che culminarono con la vittoria al premio di poesia "Città di Firenze" (1955) e al premio di poesia "Cittadella" (1956).
In questo periodo Landi si dedicò attivamente al dibattito sull'arte contemporanea, con importanti interventi sulla stampa cittadina e soprattutto su "Il Giornale del Mattino" di Firenze.
Negli anni sessanta formò con il pittore Voltolino Fontani e Angelo Sirio Pellegrini il gruppo pittorico de "Gli Ultimi" e iniziò ad esporre in modo continuativo a Bottega d'Arte di Livorno, sviluppando una pittura a forte impronta spirituale.
I suoi quadri raffigurano il più delle volte paesaggi "atomici" in cui l'elemento descrittivo e narrativo è ridotto alla pura essenzialità di forme che denotano un vivo senso di abbandono e di solitudine.
Nel 1970 vinse il premio di poesia "Montebelluna" e nel 1983 il Premio Nazionale Letterario Pisa.
Nel 1977 si trasferì da Livorno a Roma. Nello stesso anno, in suo onore, venne organizzato a Livorno il "premio nazionale di poesia Marcello Landi", che durerà fino al 2001.
Gli ultimi anni della sua vita furono molto difficili: la salute malferma e alcuni problemi psichici rallentarono fatalmente la sua attività, fino alla morte.

## Raccolte di poesia
- Speranza da inventare, editore Vallecchi, Firenze 1953.
- Storia a pezzi, edizioni La Mangusta, 1955.
- Via dalla Terra, editore Vallecchi, Firenze 1959.
- Uomo e uomo, editore L'Ussero, Pisa 1964.
- La prova dei pianeti, editore Trevi. Roma 1968
- Le pietre di Volterra, Nuove edizioni Vallecchi, Firenze 1974.
- La città nera, editore Fermenti, Roma 1976.
- Dietro i battenti, Nuove edizioni Vallecchi, Firenze 1979.
- Horror vacui, editore Trevi, Roma 1980.
- Malmenati orizzonti, editore L'Officina Libri, Roma 1982.
- La memoria demente, editore Florida, Roma 1982.
- Le poesie, Editrice Nuova Fortezza, Livorno 1982 (Antologia poetica fino ad Horror vacui ).
- Fantapoesie in ciclostile, Roberto Pagan, edito da Stampart, Roma 1984.

### Marcello Landi poeta
- Carlo Franza, Introduzione a La Città Nera, editrice Fermenti, Roma, 1976
- U. Fasolo, Nuovi poeti, Editore Vallecchi, Firenze 1950.
- P. Bargellini, Pian dei giullari. Panorama storico della letteratura italiana, Editore Vallecchi, Firenze 1950.
- F. Flora, Storia della letteratura italiana, volume V, Mondadori, Milano 1954.
- "Catalogo 1954" Editore Vallecchi, Firenze.
- E. Falqui, La giovane poesia italiana, Edizioni Colombo, Roma 1955.
- D. Triggiani, Per la storia della letteratura italiana contemporanea, Edizioni Triggiani, Bari, 1967.
- G.A. Pellegrinetti, Un secolo di poesia, Editore G. B. Petrini, Torino 1967.
- G. Barberi Squarotti, La cultura e la poesia italiana del dopo guerra, Editore Cappelli, Bologna 1968.
- A. Frattini, Poesia nuova in Italia, Edizioni IPL, Milano 1968.
- L. Pignotti, Istruzioni per l'uso degli ultimi modelli di poesia, Editore Lerici, Milano 1969.
- A. Frattini, Dai Crepuscolari ai nuovissimi, Editore Marzorati, Milano 1969.
- M. Camillucci, Enciclopedia della letteratura mondiale, Edizioni Paoline SAIE, Torino 1969.
- "Prima Biennale della poesia italiana 1969" - Edizioni "I Centauri", Firenze 1969.
- V. Vettori, Storia letteraria della civiltà italiana, Editore Giardini, Pisa 1969.
- A Frattini "La nuova poesia italiana" - Istituto Librario Italiano, Milano 1970.
- D.Cara "Le proporzioni poetiche" Laboratorio delle Arti, Milano 1971.
- Mladen Machiedo, Novi talijanski pjesnici, Split 1971.
- A.I. Cecchini, Poeti toscani del ‘900, Editalia, Roma 1972.
- L. Pignotti, Gli ultimi moduli della nuova poesia, Edizioni Lerici, Milano 1972.
- E. Falqui, Novecento letterario italiano, volume V, Editore Vallecchi, Firenze 1973.
- Mladen Machiedo, Orientamenti ideologico-estetici nella poesia italiana del dopoguerra 1945/1979, Facoltà di Filosofia dell'Università di Zagabria 1973.
- G. Favati, G. Zagarrio "Quasi testi poetici ed altre approssimazioni" - Editore Manzuoli, Firenze 1973.
- G. Salveti "Dimenticanze e successi ingiustificati" - Edizioni Pellegrini, Cosenza 1973.
- "Quinta generazione" - Editrice Forum, Forlì -luglio agosto 1974.
- G. Manacorda, Storia della letteratura italiana contemporanea (1940-1975), Editori Riuniti, Roma 1977.
- A. Frattini, Inchiesta sulla poesia, Edizioni Bastogi, Foggia 1978.
- D. Iavarone "Carte segrete" - Roma, dicembre 1979.
- Sarenco-Verdi "Una rosa è una rosa e una rosa" Antologia della poesia lineare italiana 1960-1980 - Edizioni Factotum-Art, Verona 1980.
- G.Toti " Carte segrete" marzo-giugno 1980.
- F. Manescalchi, L. Marcucci, La poesia italiana dagli anni 1940 al 1970, Edizioni D'Anna, Firenze 1981 (Iniziativa del Sindacato Nazionale Scrittori - Sez. Toscana col patrocinio della giunta comunale).
- G. Barberi Squarotti, Francesco Spera, Letteratura italiana contemporanea,- diretta da G. Mariani, M. Petrucciani - Editore Lucarini, Roma 1982.
- G. Zagarrio "Febbre, furore e fiele" Repertorio della poesia italiana contemporanea 1970/1980 - Edizioni Murzia, Milano 1983.
- M. Lunetta "Da Lemberg a Cracovia - di certi poeti di certe poetiche (1969-1982)" Quaderni di Messapo, Roma 1984.
- G. Favati "Piazza Grande" Quaderni della Labronica, Livorno 1984.
- A. Damiani " Premio nazionale di poesia Marcello Landi" organizzato dal periodico di Arte e Letteratura La Polena, livorno 1977- 2001.
- "Poesia nel tempo" Antologia a cura di G. Matthieu pubblicata in occasione delle celebrazioni per il ventennale della Rivista d'Arte e Cultura "La Ballata" - Editrice Ibiskos, Empoli (FI) 1997.
- Note di: C. Bettocchi, L. Fallacara, A.Rossi, G. Spagnoletti, C.Caproni. L.Luisi, E.F. Accrocca, V.Vittori, R. Crovi, U. Fasolo, L. Baldacci, M. Bergomi, B. Pento, G. Salveti, G.Fontanelli.
- A. Fontani, Il Movimento Eaista nel panorama culturale livornese del secondo dopoguerra, Tesi di Laurea, a.a. 2005-2006; consultabile presso la Biblioteca Labronica, Livorno, Centro Documentazione e Ricerca Visiva; scheda catalografica e collocazione presenti su Opac Sistema Documentario Provinciale Livornese

### Marcello Landi pittore
- A. Frattini, Annuario della pittura Italiana, Istituto Europeo di Storia dell'Arte di Milano, 1964 a cura di Gabriele Mandel.
- A.T. Prete, Antologia Figurativa, Edizioni Ers, Roma 1968.
- AA. VV., Enciclopedia Universale Seda della Pittura Moderna, Edizioni Seda, Milano 1969.
- Luciano Luisi, Lettera a Marcello Landi, Belforte Editore, Livorno 1969.
- Catalogo Bolaffi d'Arte Moderna, Torino 1970.
- P.F. Greci " Gente d'Arte" Arezzo 1970.
- P. Bargellini, L'arte del ‘900, Editore Vallecchi, Firenze 1971.
- AA.VV., Il mercato artistico italiano 1800-1900, Edizioni Pinacoteca Torino 1971.
- AA.VV., Enciclopedia Universale degli artisti 1970-1971, Editrice Bugatti, Ancona 1971.
- V. Corti, Pittura contemporanea nelle collezioni private, Edizioni Centro Internazionale Arti Figurative, Firenze 1971.
- D.Cara, presentazione della mostra personale a Bottega d'Arte - Livorno gennaio 1972.
- Commanducci" Edizioni Patuzzi - Milano 1972.
- D.Cara "Presentazione della mostra personale alla Galleria STRUKTURA 28 novembre 1972.
- D.Cara " Revisione" Edizioni ERSI, Roma - dicembre 1972- Rivista di Arte e Letteratura - Diretta da V. VETTORI.
- M. Cennamo, Arte del XX secolo, Edizioni Gabrielli, Roma 1973.
- T. Paloscia, La pittura toscana, Editore Bolaffi Arte, Torino 1973.
- L.Domenici " Pittori di Livorno" Livorno 1973.
- A.Arnavas "Dulcamara " "L' EAISMO", - Livorno febbraio 1973.
- L. Budigna " Pittori oggi" Edizioni Petrus - Milano 1973.
- Enciclopedia dell'Arte moderna" Editrice IDAF - Milano 1973.
- Archivio Storico della Pittura Italiana" Edizioni IEDA- Milano 1974.
- D.Cara " Strutture grafiche e segni" Laboratorio delle Arti - Milano 1974.
- W. Martigli, presentazione della mostra personale a Bottega d'Arte - Livorno 1975.

Note di: Argan, Russoli, Corti, Marsan, Paloscia, Nappi, Popovich, Servolini, Santini, Coppini, Pasquali, Bonetti, Provenzal, Sala, Budigna, Cennamo, Cara.
Mostre personali
- Livorno: Bottega d'Arte, Galleria Giraldi, Casa della Cultura, Galleria Stefanini, Galleria Arte & Renault, dal 1949 al 1972;
- Arezzo: rassegna grafica 1969;
- Firenze: Galleria il Fiore 1963. Galleria la Chiostrina 1968, Galleria il Faro 1970, Galleria Inquadrature 1970, Casa di Dante 1971;
- Roma: Galleria il Bilico 1964, Galleria Burkardt 1969, Galleria I Volsci 1970 e 1971, Galleria Orione 1977;
- Milano: Galleria le Colonne 1970, Galleria Stuktura 1972;
- Volterra: Casa dei Priori 1975;
- Livorno: Bottega d'Arte,
- Volterra: Sotterranei di Palazzo Minucci-Solaini 2005 (organizzata dall'associazione Punto d'Incontro con le opere della collezione del Dott. Carlo Pepi);[1]
- Teatro povero di Monticchiello - Pienza (SI) 2005 con le opere della collezione del Dott. Carlo Pepi.

MOSTRE COLLETTIVE DEL "GRUPPO EAISTA" e successive
Bottega d'Arte - Livorno 1949; "Gli Ultimi" Bottega D'arte - Livorno 1962; Galleria Ulisse - Pisa 1962; Galleria il Fiore - Firenze 1963; Galleria il Bilico - Roma 1964; Galleria La Sfera - Milano 1964; Casa d'Europa - Roma 1970; Galleria Prisma - Verona 1970; Gruppo Livorno Arte a Livorno, Genova, Pistoia, Lucca, Siena, Trieste - dal 1964 al 1974; Galleria Arte & Renault - Livorno 1974: "Un'altra Livorno" Casa della Cultura 1978 - mostra a cura del Centro Rosciano col patrocinio del Comune.
Ha conseguito il premio nazionale di pittura " Galleria Arte & Renault" Livorno 1974.
Museo statale Hermitage di S. Pietroburgo - Russia giugno 2009, con le opere della collezione del Dott.Carlo Pepi;

#### Conferenze
- Livorno, 17 novembre 2016, omaggio nel centenario della nascita, conferenza a cura dello storico dell'arte Michele Pierleoni e dell'esperto d'arte e collezionista Dott. Carlo Pepi nella Sala degli Specchi del Museo civico Giovanni Fattori;